# Grzegorz Błaszczyk
Grzegorz Błaszczyk (* 19. September 1953 in Posen) ist ein polnischer Historiker. Er ist Professor an der Adam-Mickiewicz-Universität Posen. Sein Forschungsgebiet ist die Geschichte Großfürstentums Litauen.

## Werke (Auswahl)
- Żmudź w XVII i XVIII wieku: zaludnienie i struktura społeczna (Poznań 1985).
- Diecezja żmudzka od XV do początku XVII w.: uposażenie (Poznań 1992).
- Litwa współczesna (Warszawa 1992).
- Diecezja Żmudzka od XV do początku XVII wieku: ustrój (Poznań 1993).
- Burza koronacyjna : dramatyczny fragment stosunków polsko-litewskich w XV wieku (Poznań 1998).
- Dzieje stosunków polsko-litewskich od czasów najdawniejszych do współczesności (Poznań 1998).
- History, culture and language of Lithuania: proceedings of the international Lithuanian conference (Poznań 2000).
- Litwa na przełomie średniowiecza i nowożytności 1492-1569 (Poznań 2002).
- Chrzest Litwy (Poznań 2006).
- Geografia historyczna Wielkiego Księstwa Litewskiego: stan i perspektywy badań (Poznań 2007).
- Dzieje stosunków polsko-litewskich (Poznań 2007).